# تشهار برج (إسفراين)
تشهار برج (بالفارسية: چهاربرج) هي مستوطنة تقع في قسم دامن كوه الريفي (مقاطعة إسفراين) في إيران. يقدر عدد سكانها بـ 1,996 نسمة .